# Sắt(III) selenat
Sắt(III) selenat là một hợp chất hóa học vô cơ có công thức Fe2(SeO4)3. Hợp chất khan có màu vàng, tan được trong nước. Về mặt nhiệt học, sắt(III) selenat có tính ổn định kém hơn sắt(III) sunfat tương ứng.

## Điều chế
Sắt(III) selenat khan có thể điều chế bằng cách cho sắt(III) oxit hoặc sắt(III) hydroxide cho tác dụng với axit selenic:
Fe2O3 + 3H2SeO4 → Fe2(SeO4)3 + 3H2O
Ngoài ra, sự không ổn định của sắt(II) selenat cũng tạo ra sắt(III) selenat.

## Cấu trúc
Fe2(SeO4)3 có cấu trúc thuộc nhóm P21/n, còn Fe2(SeO4)3.9H2O thuộc nhóm P31c.
Fe2(SeO4)3 khan có cấu trúc giống Fe2(SO4)3, nhóm không gian P121c1, các hằng số mạng a = 0,853 nm, b = 0,8888 nm, c = 1,45461 nm, các hằng số góc α = 90°, β = 124,765°, γ = 90°.
Fe2(SeO4)3·9H2O có cấu trúc giống Fe3(Fe0,1Al0,9)..., các hằng số mạng a = 1,119 nm, b = 1,119 nm, c = 1,7518 nm, các hằng số góc α = 90°, β = 90°, γ = 120°.

## Tính chất
Giống như nhiều muối khác, sắt(III) selenat có thể tạo ra dạng ngậm nước Fe4(SeO4)6·18H2O hay Fe2(SeO4)3·9H2O.
Sắt(III) selenat có tính chất tương tự sắt(III) sunfat và sắt(III) telurat.
Sắt(III) selenat có đầy đủ tính chất hóa học của muối.
Về mặt hóa học, nonahydrat bị phân hủy, mất nước ở 45–200 °C (113–392 °F; 318–473 K). Các trạng thái tetrahydrat, đihydrat, hydrat được hình thành, và ở nhiệt độ cao hơn Se(VI) có thể bị khử thành Se(IV) ở 230 °C (446 °F; 503 K). Đến 390 °C (734 °F; 663 K), nó bị phân hủy; đến 490 °C (914 °F; 763 K), một hỗn hợp sắt(III) selenide-selenat được hình thành; đến 640 °C (1.184 °F; 913 K), nó trở thành sắt(III) oxit.
Sắt(III) selenat có thể tạo phức điselenatoferrat(III), như CsFe(SeO4)2.12H2O.